# $10 Raise
$10 Raise là một bộ phim hài Mỹ năm 1935 của đạo diễn George Marshall, do Henry Johnson và Lou Breslow viết kịch bản, và có sự tham gia của Edward Everett Horton, Karen Morley, Alan Dinehart, Glen Boles, Berton Churchill và Rosina Lawrence. Bộ phim được phát hành vào ngày 4 tháng 5 năm 1935, bởi Fox Film Corporation.

## Diễn viên
- Edward Everett Horton trong vai Hubert T. Wilkins
- Karen Morley trong vai Emily Converse
- Alan Dinehart trong vai Fuller
- Glen Boles trong vai Don Bates
- Berton Churchill trong vai Mr. Bates
- Rosina Lawrence trong vai Dorothy Converse
- Ray Walker trong vai Perry
- Frank Melton trong vai Clark
- William "Billy" Benedict trong vai Jimmy